# Riak
A Riak egy nyílt forráskódú kulcs-érték NoSQL adatbázis, amely az Amazon Dynamo leírásait követi. A Riak-ot Erlang programnyelven írták és leginkább arról ismert, hogy konzisztens hash algoritmusával képes elosztani az adatokat több szerveren bucket-nek (vödör) nevezett névtereiben.
A Riak szerver képes tároló plugineket használni. Az alapértelmezett tároló plugin a Bitcask, de támogatott a LevelDB is.

## Főbb jellemzők

### Hibatűrés
A Riak replikálja a kulcs-érték párokat a szervereken, alapértelmezésben 3 szerverre íródik minden pár. Bármelyik szerver kiesése esetén másik szerver veszi át a helyét.

### Lekérdezések
A Riak szerver HTTP és REST API valamint Protocol Buffers protokollokon keresztül érhető el. Másodlagos indexek segítségével lehetségesek a kulcstól eltérő lekérdezések. MapReduce lekérdezéseket JavaScript és Erlang nyelveken lehet futtatni.

## Felhasználók
A Fortune 50 cégek 25 százaléka használ Riak szervert, az ismertek között van az AT&T, az AOL és a Yahoo!. Riak szerver az Angry Birds játék adatbázis-szervere is.